# Sporting Charleroi in het seizoen 1995/96
Dit artikel beschrijft de prestaties van de Belgische voetbalclub Sporting Charleroi in het seizoen 1995–1996.

## Gebeurtenissen

### Transfers
Sporting Charleroi nam in juni 1995 afscheid van trainer Georges Leekens en trok Luka Peruzović aan als zijn vervanger. De Kroatische voetballer was enkele jaren eerder al eens hoofdcoach geweest van de Zebra's. Hij tekende een contract voor twee seizoenen.
Tijdens de zomermaanden nam Charleroi afscheid van onder meer Čedomir Janevski en Atty Affo. De Joegoslavische spits Nebojša Malbaša trok naar Standard Luik, waar hij opnieuw verenigd werd met coach Robert Waseige. Om het vertrek van de ervaren aanvaller op te vangen trok Charleroi Edi Krnčević en Filip Fiers aan. Ook de Kroatische middenvelder Dražen Brnčić maakte in 1995 de overstap naar Charleroi. In maart 1996 verloren de Zebra's doelman Lasse Eriksson aan FC Porto.

### Competitie
Charleroi kon zich in het seizoen 1995/96 opnieuw veilig in de subtop nestelen. De club steeg naar de zevende plaats, op slechts drie punten van Europees voetbal. De Zebra's begonnen het seizoen met drie overwinningen op rij, waaronder een knappe zege (0–2) op het veld van regerend landskampioen RSC Anderlecht. Charleroi kreeg in de eerste helft een strafschop, die succesvol werd omgezet door Roch Gérard. Na de rust zorgde gewezen Anderlecht-aanvaller Edi Krnčević voor de eindscore. Enkele weken later speelde Charleroi gelijk tegen rivaal Standard Luik. Het werd in Luik 2–2 na goals van Marco Casto en Jean-Jacques Missé-Missé. Ook op het veld van latere kampioen Club Brugge kon Charleroi in de heenronde een punt rapen; het werd 0–0.
In de terugronde van de competitie kreeg Charleroi het moeilijker om punten te verzamelen in de topwedstrijden. Zowel Anderlecht als Club Brugge kwam op Mambourg met 1–3 winnen. De topper tegen Standard eindigde opnieuw op 2–2, ditmaal na twee treffers van Dante Brogno. Tussendoor wonnen de Zebra's ook overtuigend van de Limburgse clubs Lommel SK en Sint-Truidense VV. De Lommel verloor in Charleroi met 5–0 na goals van Dante Brogno (2x), Casto, Roch en Krnčević. STVV verloor dan weer met 4–0 na treffers van Tibor Balog, Casto, Missé-Missé en Fabrice Silvagni.

### UEFA Intertoto Cup
In de zomer van 1995 nam Charleroi deel aan de UEFA Intertoto Cup. De Zebra's belandden in groep 10, samen met Beitar Jeruzalem, Bursaspor, FC Košice en Wimbledon FC. Charleroi won de duels tegen Wimbledon (3–0) en Beitar (0–1). Tegen Košice (3–2) en Bursaspor (0–2) werd er verloren. Daardoor eindigden ze met 6 punten op de derde plaats in de groep.

### Beker van België
In de Beker van België werd Charleroi al in de eerste ronde uitgeschakeld door Standard Luik. In de competitie waren beide clubs telkens aan elkaar gewaagd, maar in de beker trok het elftal van gewezen Charleroi-trainer Robert Waseige aan het langste eind. De Rouches wonnen op Mambourg met 0–1.

## Spelerskern
| Naam                     | Nationaliteit | Geboortedatum | Vorige club                     |
| ------------------------ | ------------- | ------------- | ------------------------------- |
| Keepers                  |               |               |                                 |
| István Gulyás            | Hongarije     | 01-05-1960    | Kispesti Honvéd (1991–1992)     |
| Franky Frans             | België        | 27-02-1966    | RAEC Mons (1991–1994)           |
| Lasse Eriksson           | Zweden        | 21-09-1965    | IFK Norrköping (1989–1994)      |
| Julien Begasse-De D'haen | België        | 02-09-1976    | /                               |
| Verdedigers              |               |               |                                 |
| Roch Gérard              | België        | 04-01-1972    | /                               |
| Michel Rasquin           | België        | 20-02-1964    | Beerschot (1989–1990)           |
| Yvan Desloover           | België        | 29-07-1963    | KSV Waregem (1981–1994)         |
| Rudy Moury               | België        | 01-03-1966    | Francs Borains (1985–1989)      |
| Fabrice Silvagni         | België        | 26-08-1966    | /                               |
| Didier Frenay            | België        | 09-04-1966    | Cercle Brugge (1987–1994)       |
| Laurent Wuillot          | België        | 11-07-1975    | RAEC Mons (1993–1994)           |
| Alexandre Teklak         | België        | 16-08-1975    | /                               |
| Christ Bruno             | België        | 08-04-1977    | /                               |
| Middenvelders            |               |               |                                 |
| Marco Casto              | België        | 02-06-1972    | /                               |
| Gábor Bukrán             | Hongarije     | 16-11-1975    | Kispesti Honvéd (1992–1993)     |
| Eric Van Meir            | België        | 28-02-1968    | Berchem Sport (1985–1991)       |
| Tibor Balog              | Hongarije     | 01-03-1966    | MTK Boedapest (1988–1993)       |
| Dante Brogno             | België        | 02-05-1966    | RA Marchiennoise (1984–1986)    |
| Raymond Mommens          | België        | 27-12-1958    | KSC Lokeren (1975–1986)         |
| Samuel Remy              | België        | 23-10-1973    | /                               |
| Serhij Omeljanovitsj     | Oekraïne      | 13-08-1977    | Zorja Loehansk (1994)           |
| Thomas Acheampong        | Ghana         | 21-09-1974    | Tubantia Borgerhout (1993–1994) |
| Dražen Brnčić            | Kroatië       | 17-07-1971    | Hemptinne-Eghezée (1994–1995)   |
| Aanvallers               |               |               |                                 |
| Jean-Jacques Missé-Missé | Kameroen      | 07-08-1968    | Andenne-Seilles (1991–1993)     |
| Edi Krnčević             | Australië     | 14-08-1960    | Eendracht Aalst (1992–1995)     |
| Filip Fiers              | België        | 26-05-1969    | Eendracht Zele (1988–1995)      |
| Anthony Petaccia         | België        | 05-01-1976    | /                               |

- = aanvoerder

### Technische staf
| Functie         | Naam                | Nationaliteit   |
| --------------- | ------------------- | --------------- |
| Coach           | Luka Peruzović      | Kroatië         |
| Assistent-coach | Michel Bertinchamps | België          |
| Assistent-coach | Mario Notaro        | België / Italië |

## Uitrustingen
Shirtsponsor(s): ASLK

Sportmerk: Activity
| Thuis | Thuis | Uit | Alternatief |

## Transfers

### Zomer
| Naam             | Nationaliteit | Van / Naar           | Type     |
| ---------------- | ------------- | -------------------- | -------- |
| Inkomend         |               |                      |          |
| Dražen Brnčić    | Kroatië       | Hemptinne-Eghezée    | Gekocht  |
| Filip Fiers      | België        | Eendracht Zele       | Gekocht  |
| Edi Krnčević     | Australië     | Eendracht Aalst      | Gekocht  |
| Uitgaand         |               |                      |          |
| Ranko Stojić     | Joegoslavië   | Antwerp FC           | Verkocht |
| István Pisont    | Hongarije     | Kispesti Honvéd      | Verkocht |
| Nebojša Malbaša  | Joegoslavië   | Standard Luik        | Verkocht |
| Čedomir Janevski | Macedonië     | Istanbulspor         | Verkocht |
| Atty Affo        | Togo          | Union Saint-Gilloise | Verkocht |
| Toni Brogno      | België        | Olympic Charleroi    | Verkocht |

### Winter
| Naam           | Nationaliteit | Van / Naar     | Type     |
| -------------- | ------------- | -------------- | -------- |
| Uitgaand       |               |                |          |
| Didier Frenay  | België        | Blau-Weiß Linz | Verkocht |
| Lasse Eriksson | Zweden        | FC Porto       | Verkocht |

## Eerste klasse

### Klassement
|         |    |                    | GW | W  | G  | V  | DV | DT | DS  | Ptn |
| ------- | -- | ------------------ | -- | -- | -- | -- | -- | -- | --- | --- |
| K (CL)  | 1  | Club Brugge        | 34 | 25 | 6  | 3  | 83 | 30 | 53  | 81  |
| (UEFA)  | 2  | RSC Anderlecht     | 34 | 22 | 5  | 7  | 83 | 37 | 46  | 71  |
| (UEFA)  | 3  | Germinal Ekeren    | 34 | 15 | 8  | 11 | 53 | 37 | 16  | 53  |
| (UEFA)  | 4  | RWDM               | 34 | 13 | 14 | 7  | 43 | 29 | 14  | 53  |
|         | 5  | Lierse SK          | 34 | 14 | 10 | 10 | 54 | 45 | 9   | 52  |
|         | 6  | Standard Luik      | 34 | 13 | 12 | 9  | 51 | 46 | 5   | 51  |
|         | 7  | Sporting Charleroi | 34 | 13 | 11 | 10 | 59 | 53 | 6   | 50  |
| (beker) | 8  | Cercle Brugge      | 34 | 13 | 10 | 11 | 51 | 47 | 4   | 49  |
|         | 9  | Lommel SK          | 34 | 14 | 6  | 14 | 40 | 45 | -5  | 48  |
|         | 10 | KV Mechelen        | 34 | 12 | 8  | 14 | 40 | 46 | -6  | 44  |
|         | 11 | KRC Harelbeke      | 34 | 13 | 4  | 17 | 40 | 48 | -8  | 43  |
|         | 12 | Eendracht Aalst    | 34 | 11 | 9  | 14 | 51 | 58 | -7  | 42  |
|         | 13 | Antwerp FC         | 34 | 11 | 9  | 14 | 38 | 46 | -8  | 42  |
|         | 14 | AA Gent            | 34 | 10 | 11 | 13 | 39 | 49 | -10 | 41  |
|         | 15 | Sint-Truidense VV  | 34 | 11 | 7  | 16 | 42 | 60 | -18 | 40  |
|         | 16 | RFC Seraing        | 34 | 8  | 5  | 21 | 35 | 75 | -40 | 29  |
|         | 17 | KSK Beveren        | 34 | 6  | 9  | 19 | 38 | 57 | -19 | 27  |
|         | 18 | KSV Waregem        | 34 | 4  | 9  | 21 | 30 | 70 | -40 | 21  |